# Atletism la Jocurile Olimpice de vară din 2016 - 4x400 m (feminin)
Proba de ștafetă 4x400 de metri feminin de la Jocurile Olimpice de vară din 2016 a avut loc în perioada 19-20 august pe Stadionul Olimpic.

## Recorduri
Înaintea acestei competiții, recordurile mondiale și olimpice erau următoarele:
| Record  | Atlet                                                                                 | Timp    | Loc                 | Data             |
| ------- | ------------------------------------------------------------------------------------- | ------- | ------------------- | ---------------- |
| Mondial | Uniunea Sovietică (Tatiana Ledovskaia, Olga Nazarova, Mariya Pinigina, Olga Bryzgina) | 3:15.17 | Seul, Coreea de Sud | 1 octombrie 1988 |
| Olimpic | Uniunea Sovietică (Tatiana Ledovskaia, Olga Nazarova, Mariya Pinigina, Olga Bryzgina) | 3:15.17 | Seul, Coreea de Sud | 1 octombrie 1988 |

## Program
Orele sunt ora Braziliei (UTC-3) 
| Data                    | Timp  | Etapă  |
| ----------------------- | ----- | ------ |
| Vineri, 19 august 2016  | 20:40 | Serii  |
| Sâmbătă, 20 august 2016 | 22:00 | Finala |

## Rezultate

### Runda 1
Reguli de calificare: primele trei echipe din fiecare serie (C) și următoarele 2 echipe cu cel mai bun timp (c) se califică în finală.

#### Seria 1
| Loc | Țară | Atlete                     | Timp                                                                      | Note    |           |
| --- | ---- | -------------------------- | ------------------------------------------------------------------------- | ------- | --------- |
| 1   | 4    | Statele Unite ale Americii | Courtney Okolo, Taylor Ellis-Watson, Francena McCorory, Phyllis Francis   | 3:21.42 | (C), (SB) |
| 2   | 8    | Ucraina                    | Alina Lohvânenko, Olha Bibik, Tetiana Melnyk, Olha Zemleak                | 3:24.54 | (C), (SB) |
| 3   | 2    | Polonia                    | Małgorzata Hołub, Patrycja Wyciszkiewicz, Iga Baumgart, Justyna Święty    | 3:25.34 | (C), (SB) |
| 4   | 1    | Australia                  | Jessica Thornton, Anneliese Rubie, Caitlin Sargent-Jones, Morgan Mitchell | 3:25.71 | (c), (SB) |
| 5   | 3    | Franța                     | Phara Anacharsis, Brigitte Ntiamoah, Marie Gayot, Floria Gueï             | 3:26.18 |           |
| 6   | 6    | Olanda                     | Madiea Ghafoor, Lisanne de Witte, Nicky van Leuveren, Laura de Witte      | 3:26.98 | (RN)      |
| 7   | 5    | România                    | Adelina Pastor, Anamaria Ioniță, Andrea Miklós, Bianca Răzor              | 3:29.87 |           |
| 8   | 7    | Brazilia                   | Joelma Sousa, Geisa Coutinho, Leticia de Souza, Jailma de Lima            | 3:30.27 | (SB)      |

#### Seria a 2-a
| Loc | Țară | Atlete         | Timp                                                                               | Note    |           |
| --- | ---- | -------------- | ---------------------------------------------------------------------------------- | ------- | --------- |
| 1   | 4    | Jamaica        | Christine Day, Anneisha McLaughlin-Whilby, Chrisann Gordon, Novlene Williams-Mills | 3:22.38 | (C), (SB) |
| 2   | 2    | Marea Britanie | Emily Diamond, Anyika Onuora, Kelly Massey, Christine Ohuruogu                     | 3:24.81 | (C), (SB) |
| 3   | 8    | Canada         | Carline Muir, Alicia Brown, Noelle Montcalm, Sage Watson                           | 3:24.94 | (C), (SB) |
| 4   | 3    | Italia         | Maria Benedicta Chigbolu, Maria Enrica Spacca, Ayomide Folorunso, Libania Grenot   | 3:25.16 | (c), (RN) |
| 5   | 5    | Germania       | Laura Muller, Friederike Möhlenkamp, Lara Hoffmann, Ruth Spelmeyer                 | 3:26.02 | (SB)      |
| 6   | 6    | Bahamas        | Lanece Clarke, Anthonique Strachan, Carmiesha Cox, Christine Amertil               | 3:26.36 | (RN)      |
| 7   | 1    | India          | Nirmala Sheoran, Tintu Lukka, Poovamma Raju Machettira, Anilda Thomas              | 3:29.53 |           |
| 8   | 7    | Cuba           | Lisneidy Veitia, Gilda Casanova, Roxana Gomez, Daisurami Bonne                     | 3:30.11 | (SB)      |

### Finala
| Loc | Nume | Naționalitate              | Timp                                                                                          | Note    |      |
| --- | ---- | -------------------------- | --------------------------------------------------------------------------------------------- | ------- | ---- |
| 1   | 6    | Statele Unite ale Americii | Courtney Okolo, Natasha Hastings, Phyllis Francis, Allyson Felix                              | 3:19.06 | (SB) |
| 2   | 5    | Jamaica                    | Stephenie Ann McPherson, Anneisha McLaughlin-Whilby, Shericka Jackson, Novlene Williams-Mills | 3:20.34 | (SB) |
| 3   | 3    | Marea Britanie             | Eilidh Doyle, Anyika Onuora, Emily Diamond, Christine Ohuruogu                                | 3:25.88 |      |
| 4   | 7    | Canada                     | Carline Muir, Alicia Brown, Noelle Montcalm, Sage Watson                                      | 3:26.43 |      |
| 5   | 4    | Ucraina                    | Alina Lohvânenko, Olha Bibik, Tetyana Melnyk, Olha Zemleak                                    | 3:26.64 |      |
| 6   | 1    | Italia                     | Maria Benedicta Chigbolu, Maria Enrica Spacca, Ayomide Folorunso, Libania Grenot              | 3:27.05 |      |
| 7   | 8    | Polonia                    | Małgorzata Hołub, Patrycja Wyciszkiewicz, Iga Baumgart, Justyna Święty                        | 3:27.28 |      |
| 8   | 2    | Australia                  | Jessica Thornton, Anneliese Rubie, Caitlin Sargent, Morgan Mitchell                           | 3:27.45 |      |

## Legendă
RA Record african | AM Record american | AS Record asiatic | RE Record european | OCRecord oceanic | RO Record olimpic | RM Record mondial | RN Record național | SA Record sud-american | RC Record al competiției | DNF Nu a terminat | DNS Nu a luat startul | DS Descalificare | EL Cea mai bună performanță europeană a anului | PB Record personal | SB Cea mai bună performanță a sezonului | WL Cea mai bună performanță mondială a anului 